# Mariä-Schutz-und-Fürbitte-Kirche zu Medwedkowo

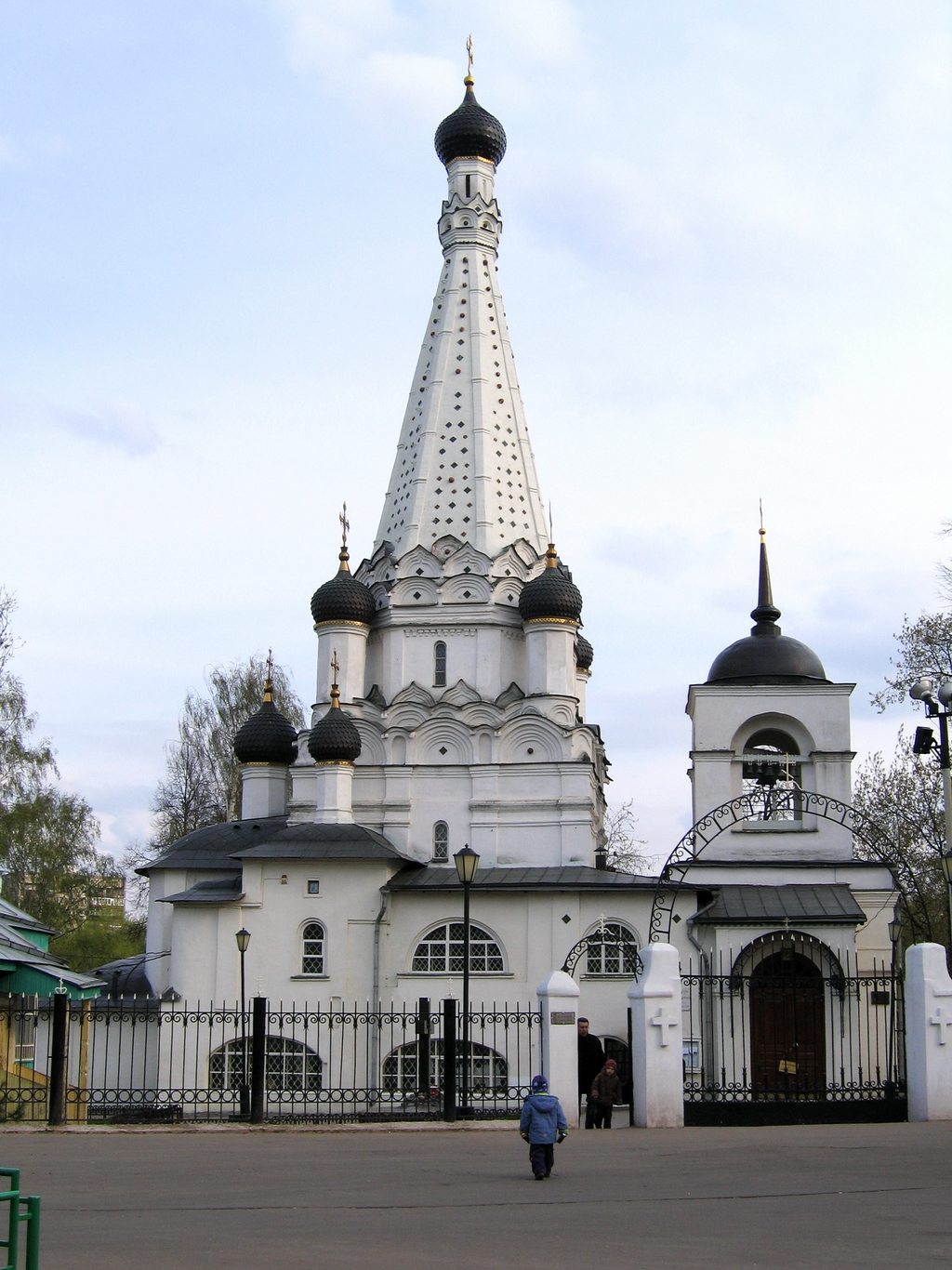
Mariä-Schutz-und-Fürbitte-Kirche zu Medwedkowo, vor 2008

Die Mariä-Schutz-und-Fürbitte-Kirche zu Medwedkowo (russisch Храм Покрова Пресвятой Богородицы в Медведкове)  ist eine im Moskauer Stadtteil Südliches Medwedkowo im Nordöstlichen Verwaltungsbezirk gelegene russisch-orthodoxe Kirche aus dem 17. Jahrhundert. Sie befindet sich am rechten Ufer der Jausa unweit des Zusammenflusses von Jausa und Chermjanka. Die zeltdachartige Kirche wurde 1635 in Auftrag Dmitri Michailowitsch Poscharskis auf dem Standort einer ehemaligen Mariä-Schutz-und-Fürbitte-Kirche aus Holz aus dem Jahr 1623 errichtet. Seither wurde die Kirche mehrmals restauriert. Sie blieb während der französischen Invasion 1812 unbeschädigt und war unter der Sowjetherrschaft für Gottesdienste nicht geschlossen.